# قلعة المينا
بُنيت قلعة المينا من قبل البرتغاليين في عام 1482 باسم قلعة ساو خورخي دا مينا (سان جورج الألغام)، المعروفة أيضًا باسم مينا أو ببساطة باسم فيتوريا دا مينا) في إلمينا الحالية بغانا (الساحل الذهبي سابقًا). كان هذا أول موقع تجاري تم بناؤه على خليج غينيا، وكذلك أقدم مبنى أوروبي موجود جنوب الصحراء. تأسست القلعة في البداية كمستوطنة تجارية، وأصبحت فيما بعد واحدة من أهم المحطات على طريق تجارة الرقيق في المحيط الأطلسي. استولى الهولنديون على القلعة من البرتغاليين في عام 1637، واستولوا على كل ساحل الذهب البرتغالي في عام 1642. واستمرت تجارة الرقيق تحت حكم الهولنديين حتى عام 1814 ؛ في عام 1872، أصبح الساحل الذهبي الهولندي، بما في ذلك الحصن، ملكا للإمبراطورية البريطانية.
منحت بريطانيا الشاطئ الذهبي استقلاله في عام 1957، وتمت السيطرة على القلعة إلى الأمة التي تشكلت من مستعمرة غانا الحالية. اليوم قلعة المينا هي موقع تاريخي شهير، وكانت موقع تصوير رئيسي لفيلم دراما فيرنر هيرتسوغ في عام 1987، فيلم "Cobra Verde". القلعة مُعترف بها من قبل اليونسكو كموقع للتراث العالمي.

## التاريخ

### ما قبل البرتغالية

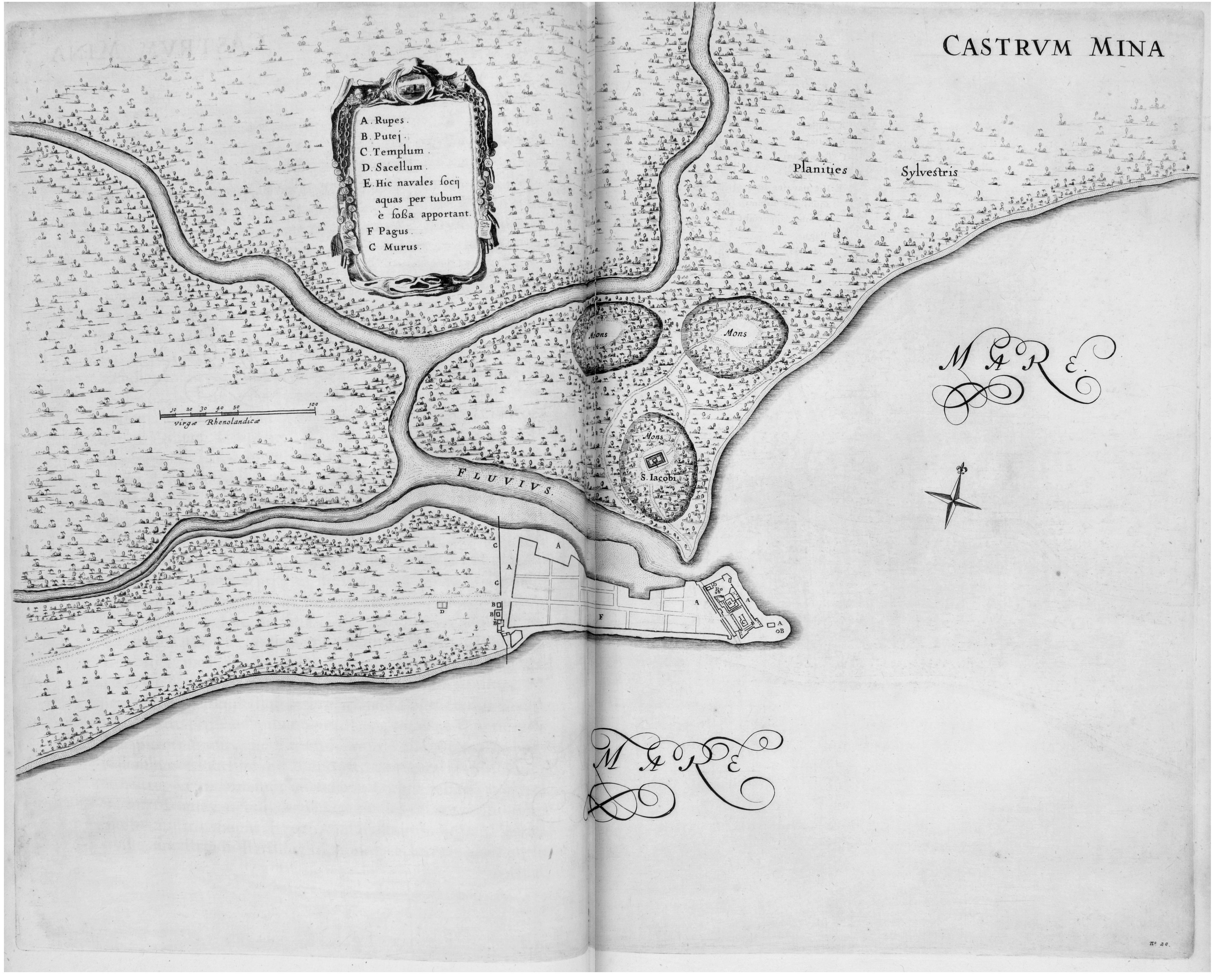
خريطة المينا، 1647

كان من المفترض أن يعيش الأشخاص الذين يعيشون على طول ساحل غرب أفريقيا في المينا حول القرن الخامس عشر. والعرق فانتسي (من بلدة فانت) يحمل علاقة غير مؤكدة إلى «اكان» نفسها تعني كلمة الفسوق أصالها من جذر الكلمة، «كان»، ليكون الأول أو الأصلي. من بين أسلافهم كان التجار وعمال المناجم يتاجرون بالذهب في عوالم البحر الأبيض المتوسط والشرق الأدنى من العصور الوسطى. ومع ذلك، فإن أسلاف متحدثي الأكان في الغابات كانوا من دون شك من شمال الغابة.
تم تنظيم الناس على ساحل غرب أفريقيا في العديد من السكان التي تم رسمها وفقا لخطوط القرابة. كانت العائلة مهمة للغاية في المجتمع، وكان رؤساء الأسر متحدون في مجتمعات تحت سلطة محلية معترف بها. على طول ساحل الذهب وحده، توجد أكثر من عشرين دولة ملك مستقلة. تقع المينا بين مملكتين فانت مختلفتين، فتوا واجوافو. أنشأ غرب أفريقيا الروابط القديمة في أجزاء أخرى من العالم. تظهر تجارة المعادن الشائعة، وأشكال فنية مبدعة، والاقتراض الزراعي أن الروابط الساحلية والصحراوية الإقليمية عبر الصحراء مزدهرة. البرتغاليون في عام 1471 كانوا أول أوروبيين يزورون الشاطئ الذهبي على هذا النحو، لكن ليس بالضرورة يكونوا أول البحّارة الذين يصلون إلى الميناء.

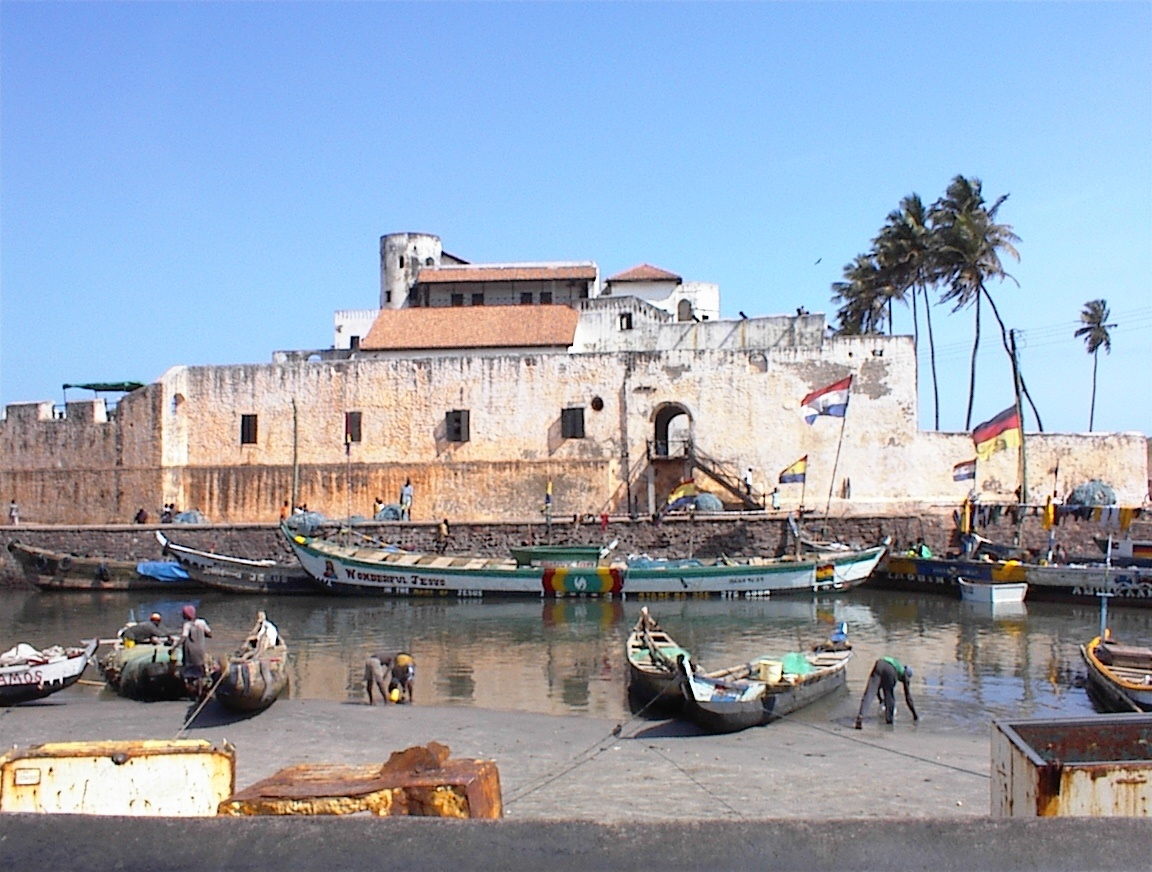
قلعة سانت جورج

### وصول البرتغالية
خريطتان من القرن السادس عشر لساحل غرب أفريقيا، تعرضان المينا (المنجم).

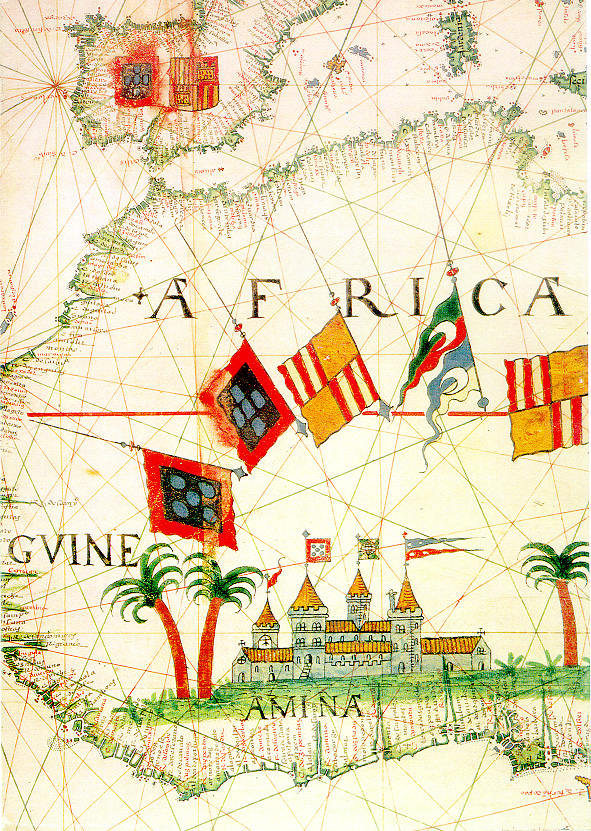
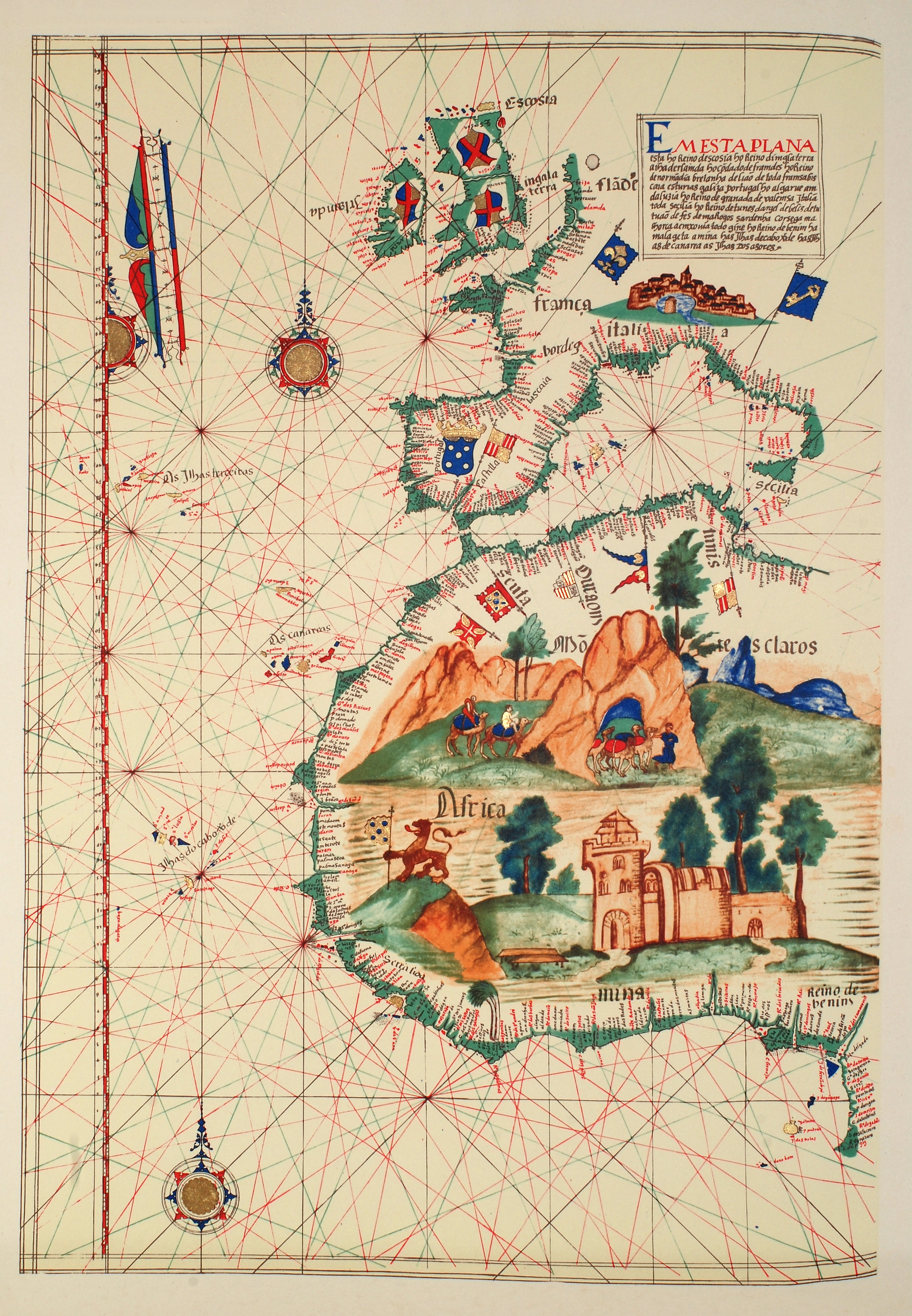

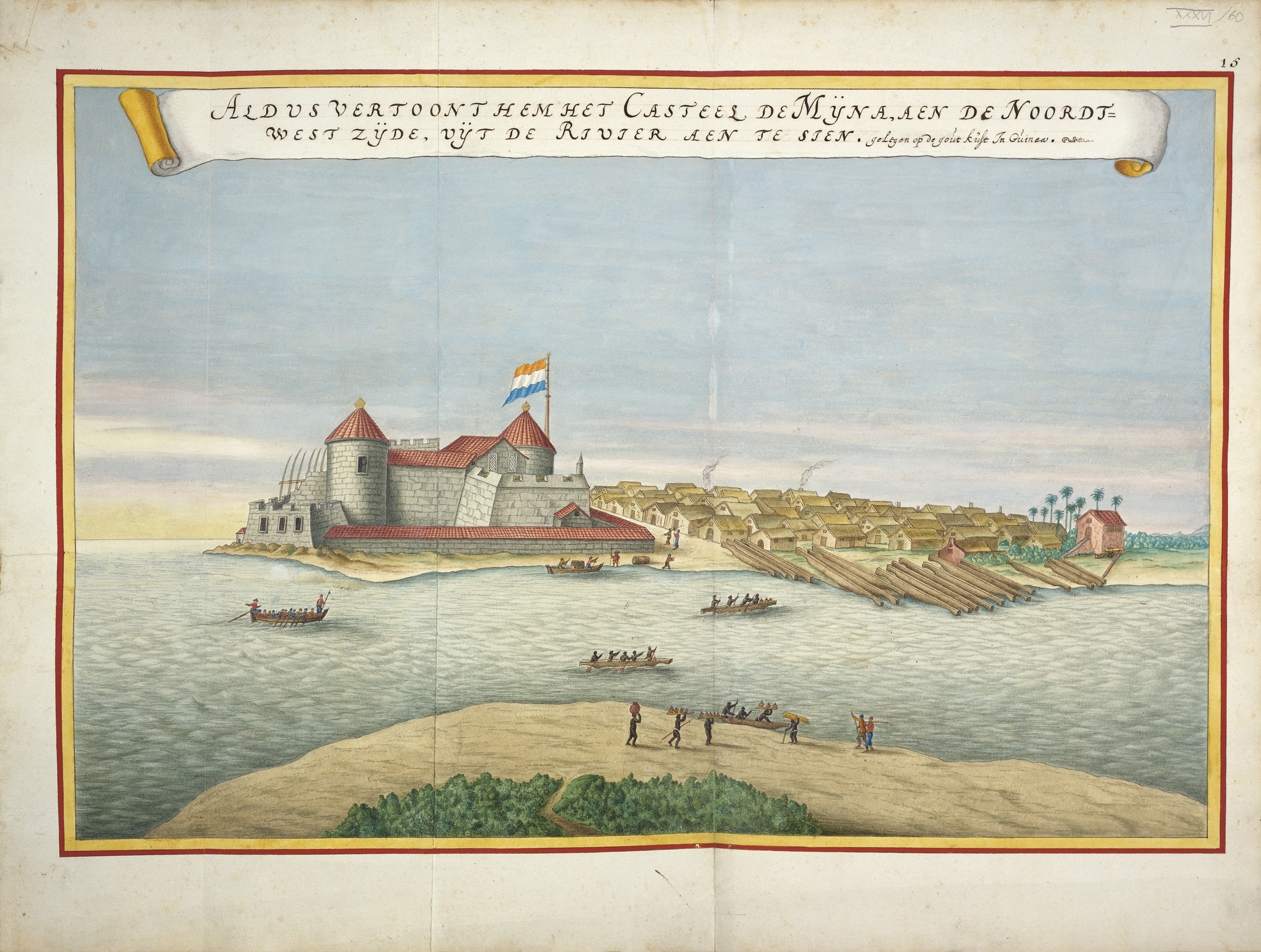
قلعة المينا في بلو-فان دير هيم أطلس.

وصل البرتغاليون لأول مرة إلى ما أصبح يعرف باسم الشاطئ الذهبي في عام 1471. أرسل الأمير هنري بحار السفن أولاً لاستكشاف الساحل الأفريقي في عام 1418. كان لدى البرتغاليين العديد من الدوافع للإبحار جنوبًا. لقد جذبتهم شائعات عن أراض إفريقية خصبة غنية بالذهب والعاج. كما سعت إلى طريق جنوبي إلى الهند من أجل التحايل على التجار العرب وإقامة تجارة مباشرة مع آسيا. تمشيا مع المشاعر الدينية القوية في ذلك الوقت، كان التركيز الآخر للبرتغاليين هو التبشير المسيحي. كما سعوا لتشكيل تحالف مع الأسطوري جون برستر، الذي كان يُعتقد أنه زعيم أمة مسيحية عظيمة في مكان ما في أفريقيا.

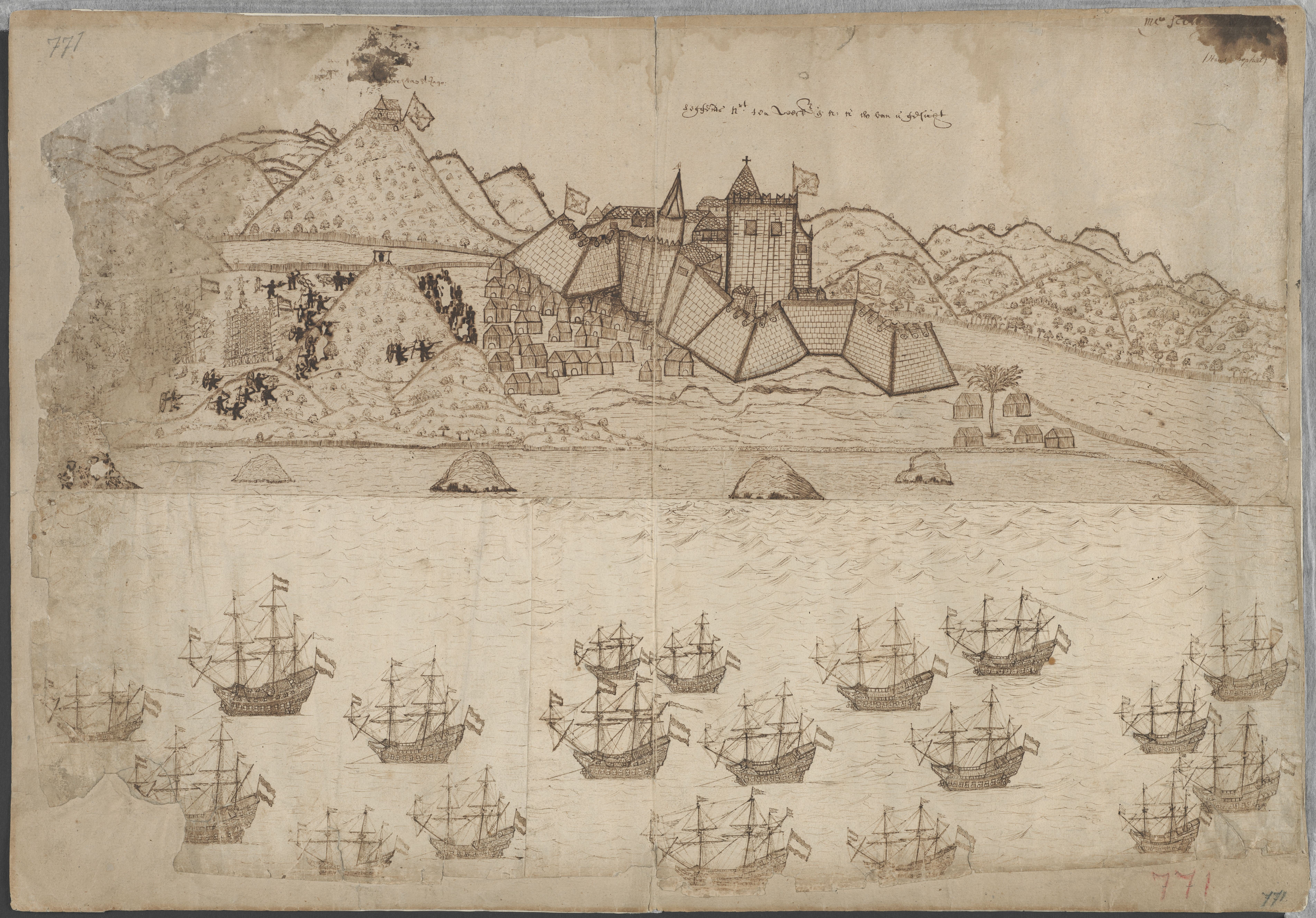
القوات الهولندية على الشاطئ الذي حاربت الغانيين من أجل حصن المينا

دفعت هذه الدوافع البرتغاليين نحو تطوير تجارة غينيا. لقد حققوا تقدمًا تدريجيًا على طول الساحل الأفريقي، ووصلت كل رحلة إلى نقطة أبعد من الأخيرة. بعد خمسين عامًا من الاستكشاف الساحلي، وصل البرتغاليون أخيرًا إلى المينا عام 1471، في عهد الملك أفونسو الخامس. ومع ذلك، ولأن الملوك البرتغاليين فقدوا الاهتمام بالاستكشاف الأفريقي نتيجة لعوائد ضئيلة، فقد وضعت تجارة غينيا تحت إشراف التاجر البرتغالي، فرديناند جوميز. عند الوصول إلى اليوم الحالي إلى المينا، اكتشف جوميز تجارة الذهب المزدهرة التي أنشئت بالفعل بين السكان الأصليين وتجار العرب والبربر الزائرين. أنشأ منصبه التجاري الخاص، وأصبح معروفًا للبرتغاليين باسم «ال منى» (المنجم) بسبب الذهب الذي يمكن العثور عليه هناك.

### بناء القلعة
نمت التجارة بين المينا والبرتغال على مدار العقد التالي إنشاء مركز تجاري تحت إدارة جوميز. في عام 1481، قررت جواو الثاني المتوّجة حديثًا بناء حصن على الساحل لضمان حماية هذه التجارة، والتي تم عقدها مرة أخرى كاحتكار ملكي. أرسل الملك جواو جميع المواد اللازمة لبناء الحصن في عشر قطعات وسفينتي نقل. تم إرسال الإمدادات، التي شملت كل شيء من أحجار الأساسات الثقيلة إلى السقف والبلاط، تم إرسالها في شكل ما قبل تركيبها، إلى جانب أحكام إلى ستمائة رجل. تحت قيادة ديوغو دي أزامبوجا، أبحر الأسطول في 12 ديسمبر عام 1481 ووصل إلى المينا، في قرية تدعى من جزئين  بعد أكثر من شهر بقليل، في 19 يناير عام 1482. يلاحظ بعض المؤرخين أن كريستوفر كولومبوس كان بين أولئك الذين يقومون بالرحلة إلى الشاطئ الذهبي مع هذا الأسطول.

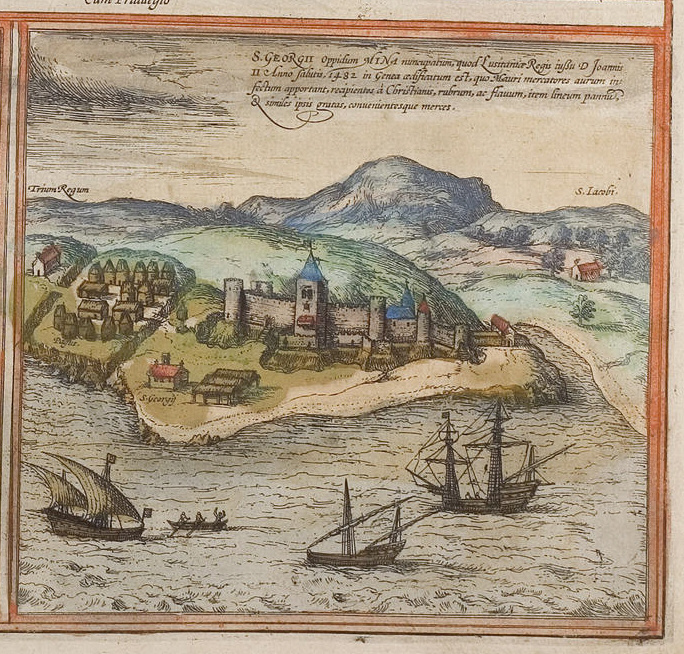
قلعة المينا يُنظر إليها من البحر في عام 1572. لاحظ السفن البرتغالية في المقدمة والبيوت / البلدة الأفريقية تظهر في الزاوية اليسرى وفي مناطق مختلفة حول القلعة.

ولدى وصوله، تعاقد ازامبوجا التاجر البرتغالي الذي عاش في المينا لبعض الوقت، لترتيب وتفسير لقاء رسمي مع زعيم محلي، كوامين أنساه (بالبرتغالية، "Caramansa"). وأخبر آزامبوخا رئيسه بالمزايا العظيمة في بناء قلعة، بما في ذلك الحماية من ملك البرتغال القوي للغاية، مخفيا مصلحته الذاتية مع الأخلاق والود. خلال الاجتماع، شارك كل من ازامبوجا ورئيس كوامين أنساه في طقوس السلام الضخمة التي شملت العيد والموسيقيين والعديد من المشاركين، كل من البرتغاليين والأصليين. كان القائد كوامين أنساه، بينما كان يتقبل أزامبوجا، الذي كان لديه مثل أي تاجر برتغالي آخر وصل على ساحله، حذرًا من التسوية الدائمة. ومع ذلك، مع وجود خطط ثابتة بالفعل، لن يتم ردع البرتغاليين. بعد تقديم الهدايا، وتقديم الوعود، والتلميح إلى عواقب عدم الامتثال، حصل البرتغاليون في النهاية على موافقة كوامين أنساه المترددة.
عندما بدأ البناء في صباح اليوم التالي، ثُبت أن ممانعة الرئيس لها ما تبررها. من أجل بناء الحصن في الموقع الأكثر دفاعًا في شبه الجزيرة، اضطر البرتغاليون إلى هدم منازل بعض القرويين الذين لم يوافقوا إلا بعد تعويضهم. حاول البرتغاليون أيضا استحضار صخرة قريبة يعتقد أن سكان إلمينا، الذين كانوا عراة، هي منزل إله نهر بينيا المجاور. قبل هدم المحجر والمنازل، أرسل ازامبوجا أحد أفراد الطاقم البرتغالي، جواو الثاني مع هدايا لتقديمها إلى رئيس كوامين أنساه والقرويين. أرسل ازامبوجا أحواض النحاس، والشالات، وغيرها من الهدايا على أمل الفوز بحسن النية من القرويين، لذلك لن يكون منزعجا أثناء هدم منازلهم والحجارة المقدسة. ومع ذلك، لم يسلِّم جواو بيرنالدز الهدايا حتى بعد أن بدأ البناء، وبحلول ذلك الوقت غضب القرويون عند مشاهدة الهدم دون تحذير مسبق أو تعويض. رداً على هذا، قام السكان المحليون بتشكيل هجوم أدى إلى مقتل العديد من البرتغاليين. وأخيرا، تم التوصل إلى تفاهم، لكن المعارضة المستمرة قادت البرتغاليين إلى إحراق القرية المحلية ردا على ذلك. حتى في هذا الجو المتوتر، اكتملت القصة الأولى للبرج بعد عشرين يومًا فقط؛ هذا كان نتيجة لجلب الكثير من مواد البناء الجاهزة. تم الانتهاء ما تبقى من القلعة والكنيسة المرافقة بعد ذلك على الفور، على الرغم من المقاومة.

### التأثير الفوري

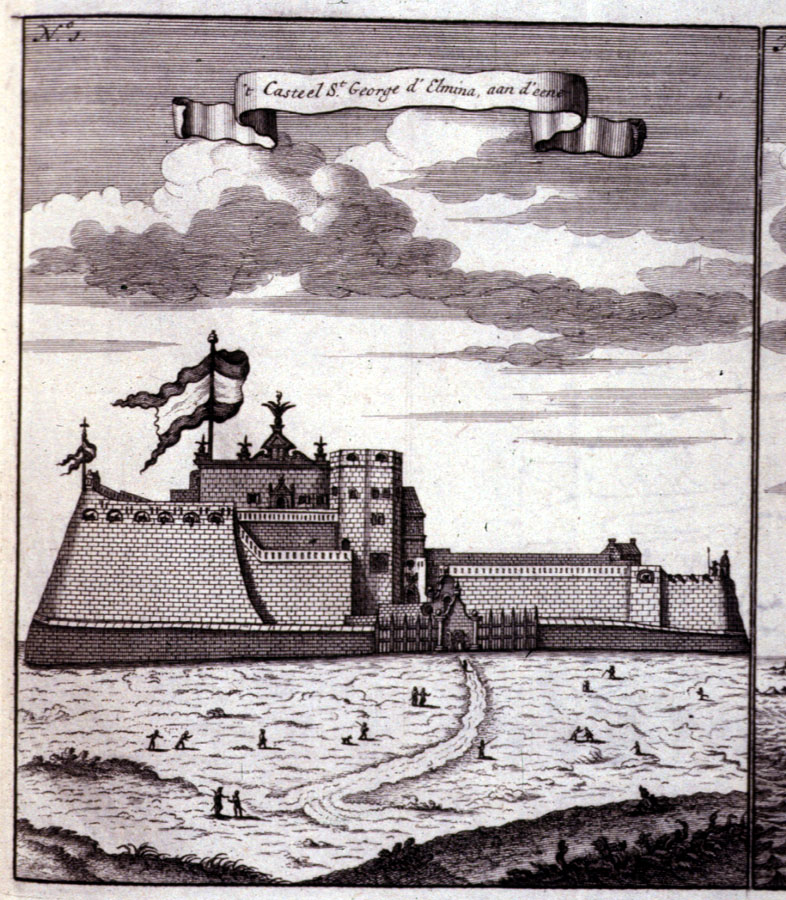
"قلعة سانت جورج دي ألمينا، جانب واحد منها" في عام 1704.

كان هذا الحصن هو أول مبنى جاهز من أصل أوروبي تم تخطيطه وتنفيذه في أفريقيا جنوب الصحراء. عند الانتهاء، تم تأسيس المينا كمدينة مناسبة. تم تعيين ازامبوجا حاكما، وأضاف الملك جون لقب «سيد غينيا» إلى ألقابه النبيلة. تولى ساو خورخي دا مينا الأهمية العسكرية والاقتصادية التي كانت في السابق تحتفظ بها المصانع البرتغالية في جزيرة أرغويم الواقعة على الطرف الجنوبي من العالم المغاربي. في ذروة تجارة الذهب في أوائل القرن السادس عشر، تم تصدير 24000 أوقية من الذهب سنويًا من ساحل الذهب، وهو ما يمثل عُشر إمدادات العالم.
كان للحصن الجديد، الذي يشير إلى المشاركة الدائمة للأوروبيين في غرب أفريقيا، تأثير كبير على الأفارقة الذين يعيشون على الساحل. بناء على إلحاح من البرتغاليين، أعلنت المينا نفسها دولة مستقلة سيطر حاكمها بعد ذلك على شؤون المدينة. تم تقديم الحماية البرتغالية لشعب المينا من هجمات القبائل الساحلية المجاورة، والتي كان البرتغاليون يتمتعون بعلاقات أقل صلابة (رغم أنهم كانوا ودودين مع الدول التجارية القوية في المناطق الداخلية الأفريقية). إذا حاول أي من السكان المحليين التجارة مع دولة بخلاف البرتغال، رد البرتغاليون بقوة عدوانية، غالبًا عن طريق تشكيل تحالفات مع أعداء الأمة الخانين. ازداد العداء بين المجموعات، وتعرض التنظيم التقليدي للمجتمعات المحلية، خاصة بعد أن أدخلها البرتغاليون على الأسلحة النارية، مما جعل هيمنة الدول الأقوى أسهل.
ساعدت التجارة مع الأوروبيين في جعل سلع معينة، مثل القماش والخرز، متاحة أكثر لسكان المناطق الساحلية، لكن المشاركة الأوروبية عطلت طرق التجارة التقليدية بين سكان المناطق الساحلية والشمال عن طريق القضاء على الوسطاء الأفارقة. ازداد عدد سكان المدينة مع التجار من مدن أخرى يأملون في التجارة مع البرتغاليين، الذين أسسوا تدريجيًا احتكار لغرب أفريقيا.

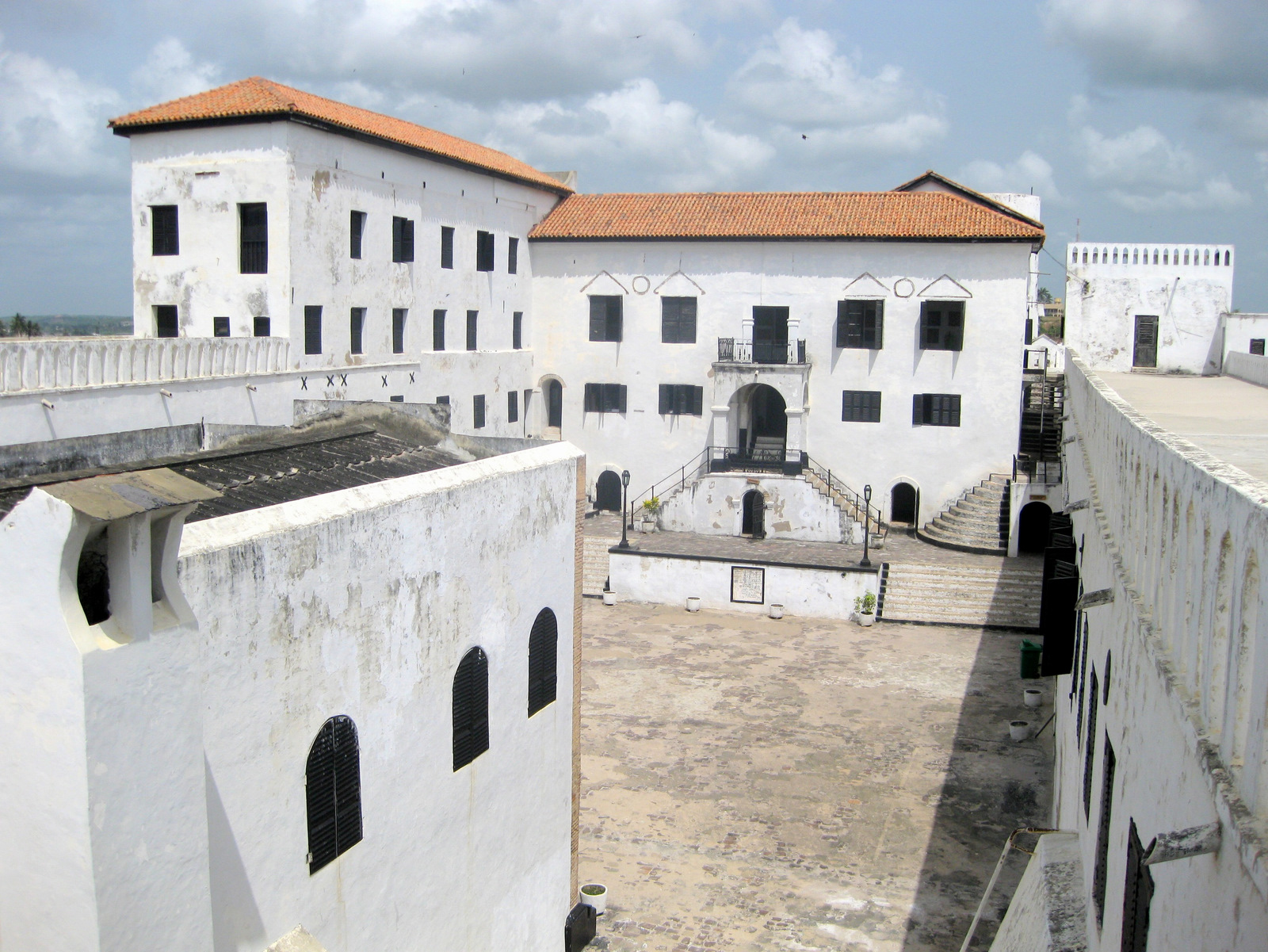
قلعة سانت جورج، المينا، غانا

### غرب افريقيا: تجارة الرقيق
بحلول القرن السابع عشر، ركزت معظم التجارة في غرب أفريقيا على بيع العبيد. لعبت ساو خورخي دا مينا دورًا مهمًا في تجارة الرقيق في غرب إفريقيا. عملت القلعة كمخزن حيث تم جلب العبيد من ممالك مختلفة في غرب أفريقيا. تم بيع العبيد، الذين غالبًا ما تم الاستيلاء عليهم في المناطق الداخلية الأفريقية من قبل صائدي العبيد من الشعوب الساحلية، إلى البرتغال ثم إلى التجار الهولنديين مقابل سلع مثل المنسوجات والخيول.
في عام 1637، تم الاستيلاء على القلعة من قبل الهولنديين، الذين جعلوها عاصمة ساحل الذهب الهولندي. خلال فترة السيطرة الهولندية، قاموا ببناء قلعة جديدة أصغر على تلة قريبة لحماية قلعة سانت جورج من الهجمات الداخلية. كان يسمى هذا الحصن، حصن كونرادسبرج. واصل الهولنديون طريق العبيد الثلاثي، المحيط الأطلسي، حتى عام 1814، عندما ألغوا تجارة الرقيق، وفقًا للمعاهدة الأنجلو ـ هولندية لعام 1814. وكان العبيد محتجزين في القلعة قبل أن يخرجوا من خلال «باب اللاعودة» الشائن للقلعة. نقلها وبيعها في البرازيل المستعمرة حديثًا والمستعمرات البرتغالية الأخرى. تم تكبيل ما يصل إلى 1000 من الذكور و 500 من العبيد الإناث في زنزانات القلعة الضبابية، سيئة التهوية، مع عدم وجود مساحة للاستلقاء والضوء القليل جدا. بدون الماء أو الصرف الصحي، كانت أرضية الزنزانة مليئة بالنفايات البشرية، كما أن العديد من الأسرى تعرضوا لمرض خطير. تم فصل الرجال عن النساء، واغتصب الخاطفون بانتظام بعض النساء اللاتي لا حول له ولا قوة. كما كانت القلعة تتميز بخزانات الحبس - مساحات صغيرة سوداء للسجناء الذين ثاروا أو كانوا ينظر إليهم على أنهم متمردون. عندما يصل العبيد إلى القلعة، يمكنهم قضاء ما يصل إلى ثلاثة أشهر في الأسر في ظل هذه الظروف المروعة قبل شحنها إلى العالم الجديد. بيئة من التناقضات القاسية، كانت القلعة أيضا بعض الغرف الباهظة، خالية من الرائحة الكريهة والبؤس من الأبراج المحصنة فقط بضعة أمتار أدناه. على سبيل المثال، كانت مساحات المحافظ والضباط فسيحة ومتجددة الهواء، مع أرضيات خشبية جميلة ومناظر خلابة للمياه الزرقاء في المحيط الأطلسي. كان هناك أيضا مصلى حولة سياج في قلعة للضباط والتجار وعائلاتهم لأنهم ذهبوا عن حياتهم اليومية المعتادة منفصلة تماما عن المعاناة الإنسانية التي لا يسبر غورها انهم يُعانون بوعي.
في عام 1872، استولى البريطانيون على الأراضي الهولندية والحصن وفقًا للمعاهدات البريطانية الهولندية سومطرة عام 1871.

## التجديد
تم ترميم القلعة على نطاق واسع من قبل الحكومة الغانية في التسعينيات. تجديد القلعة لا يزال مستمرًا. اليوم، يستمر اقتصاد المينا بالسياحة وصيد الأسماك. يتم الاحتفاظ بقلعة المينا كمتحف وطني في غانا، وتم تعيين النصب التذكاري كموقع للتراث العالمي في إطار اليونسكو في عام 1979. وهو مكان للحج للعديد من الأميركيين الأفارقة الذين يسعون إلى التواصل مع تراثهم المفقود منذ فترة طويلة [بحاجة لمصدر] كان الجسر المؤدي إلى القلعة أحد أهم المهام ذات الأولوية في المشروع. اعتبارا من أغسطس 2006، تم الانتهاء من تجديد الجسر واستمر البناء في المدرجات العليا.

## معرض الصور

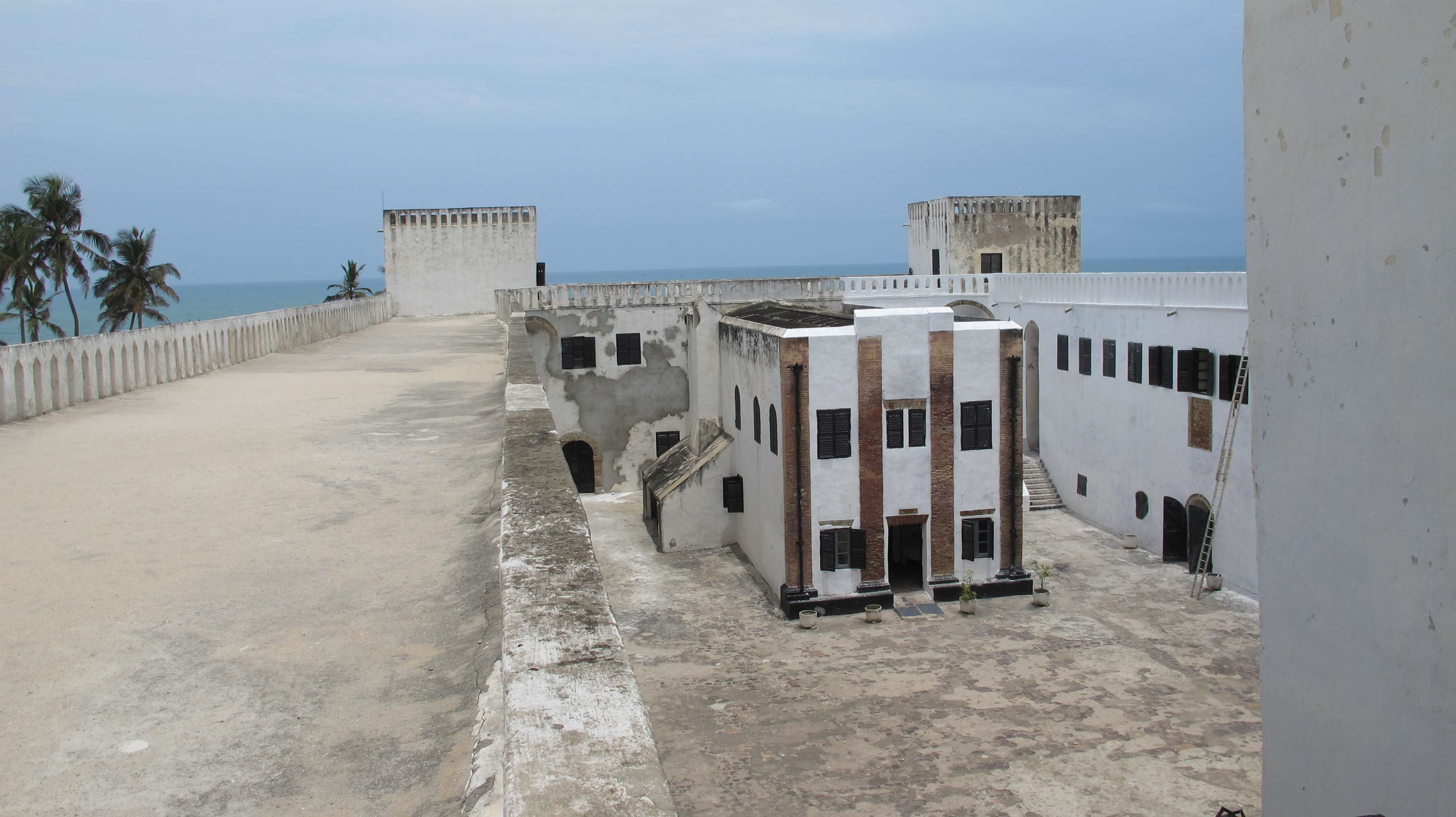
حصن كونرادسبرج
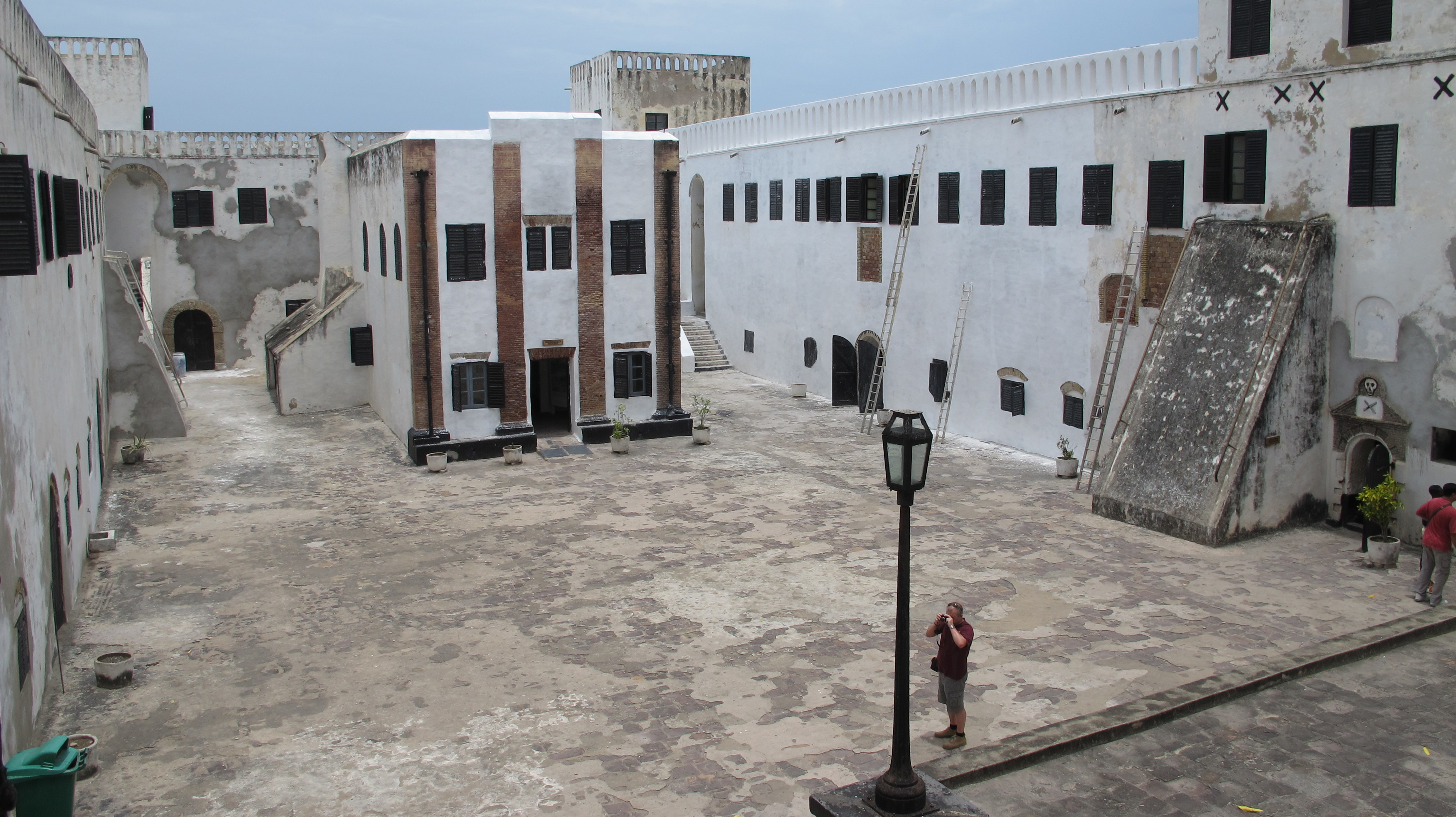
قلعة المينا الداخلية
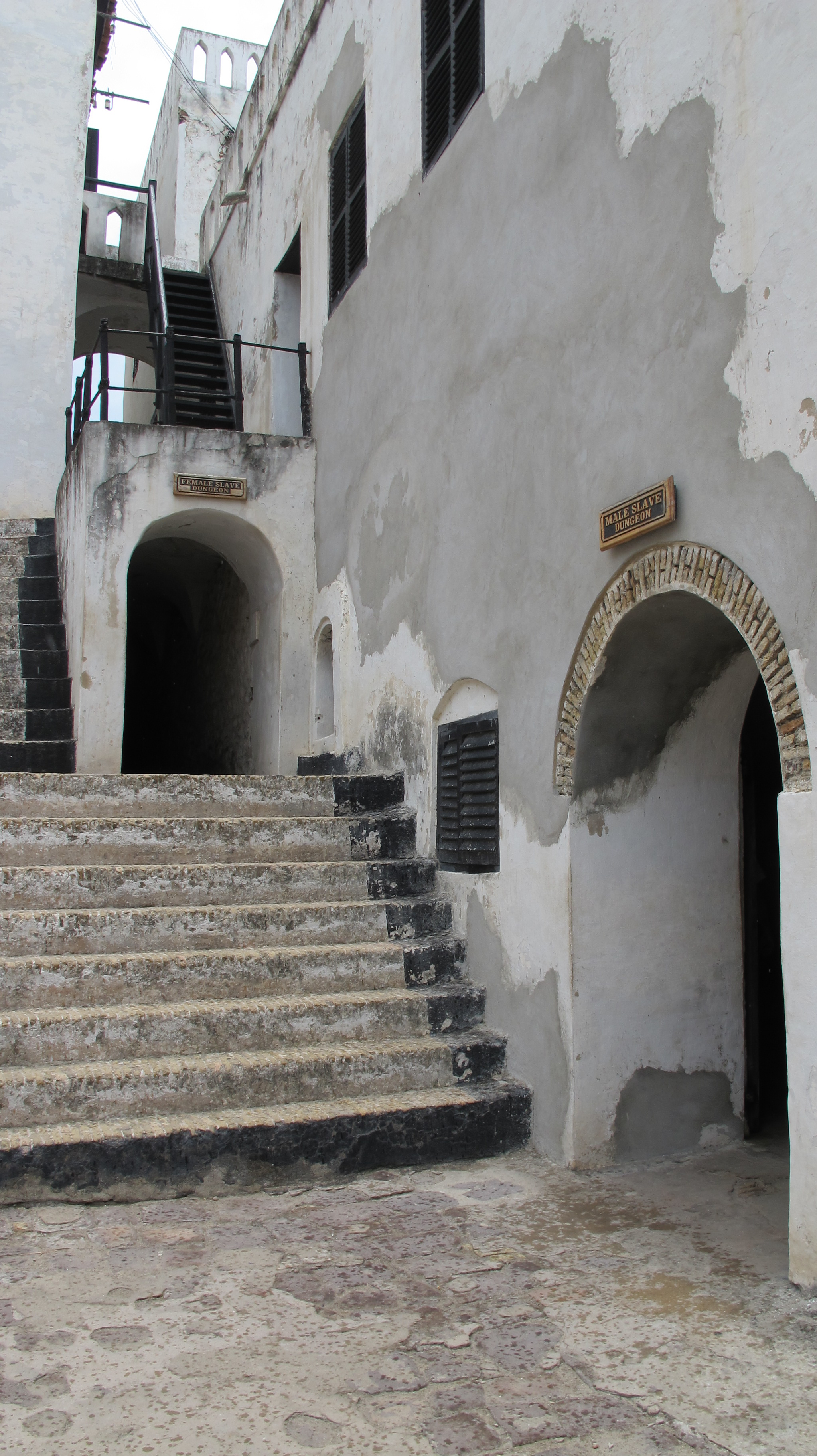
مينا القلعة مداخل الرقيق الذكور والإناث
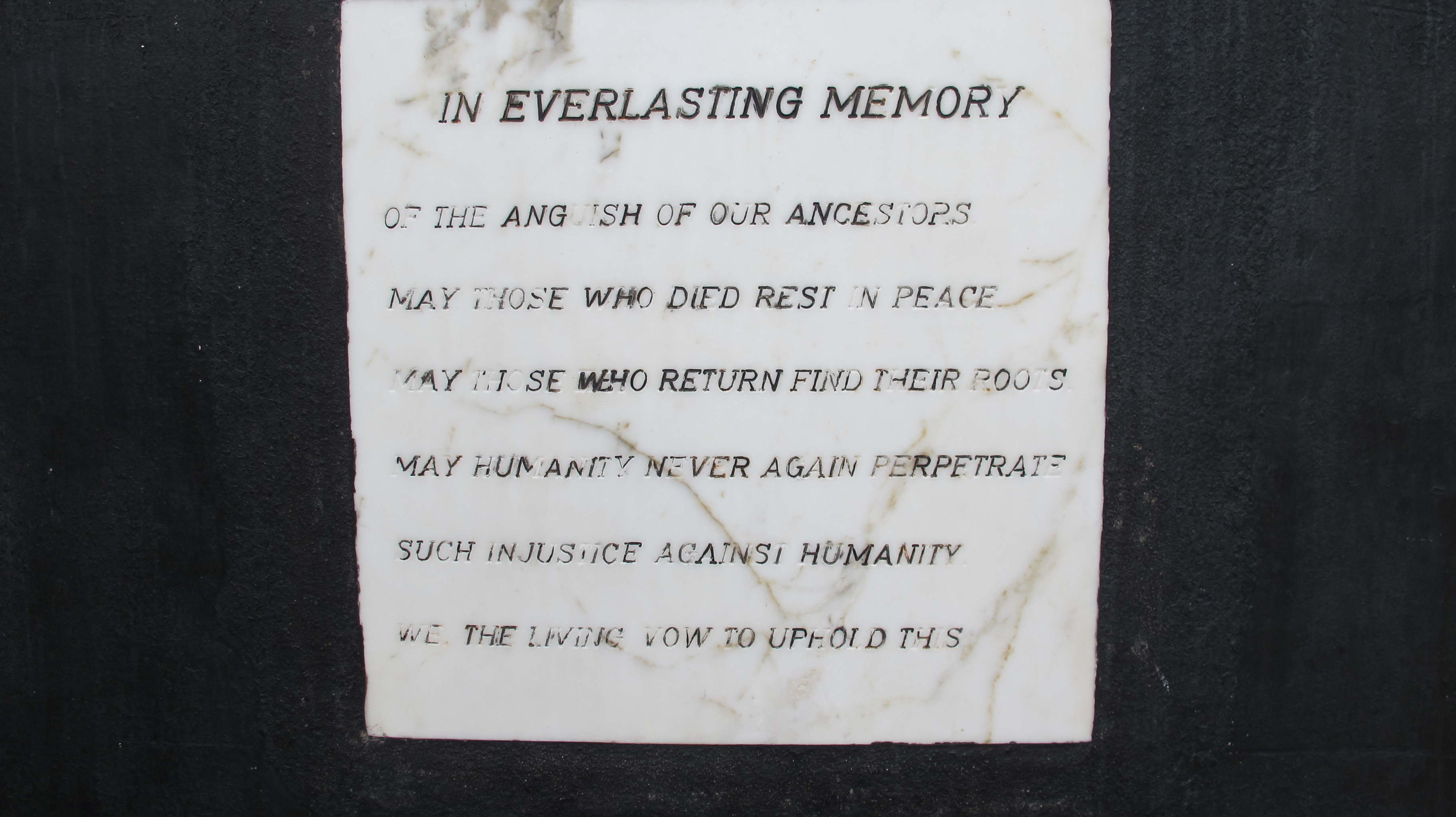
قلعة المينا لوحة تذكارية
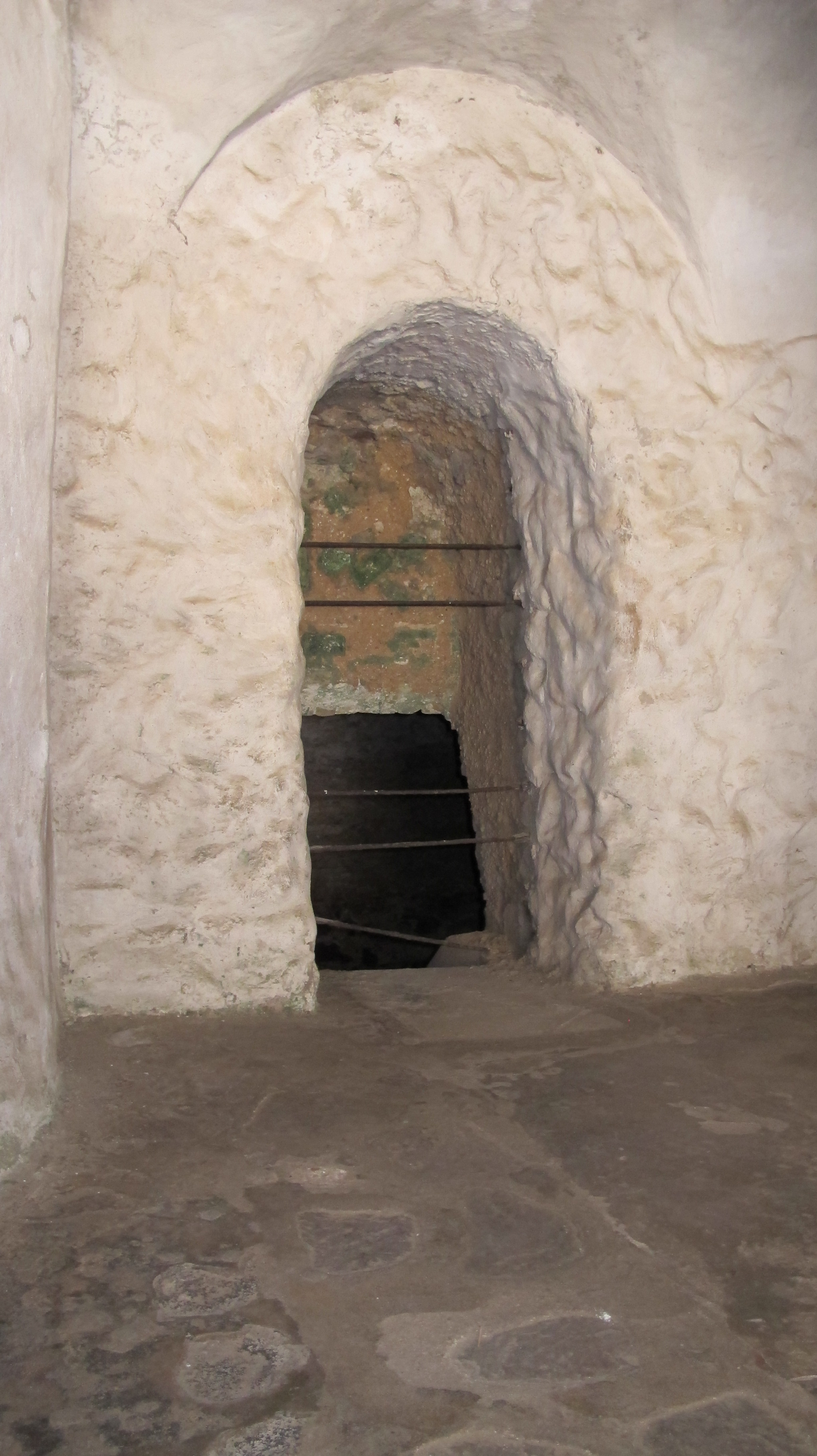
بوابة قلعة المينا لتصدير الرقيق
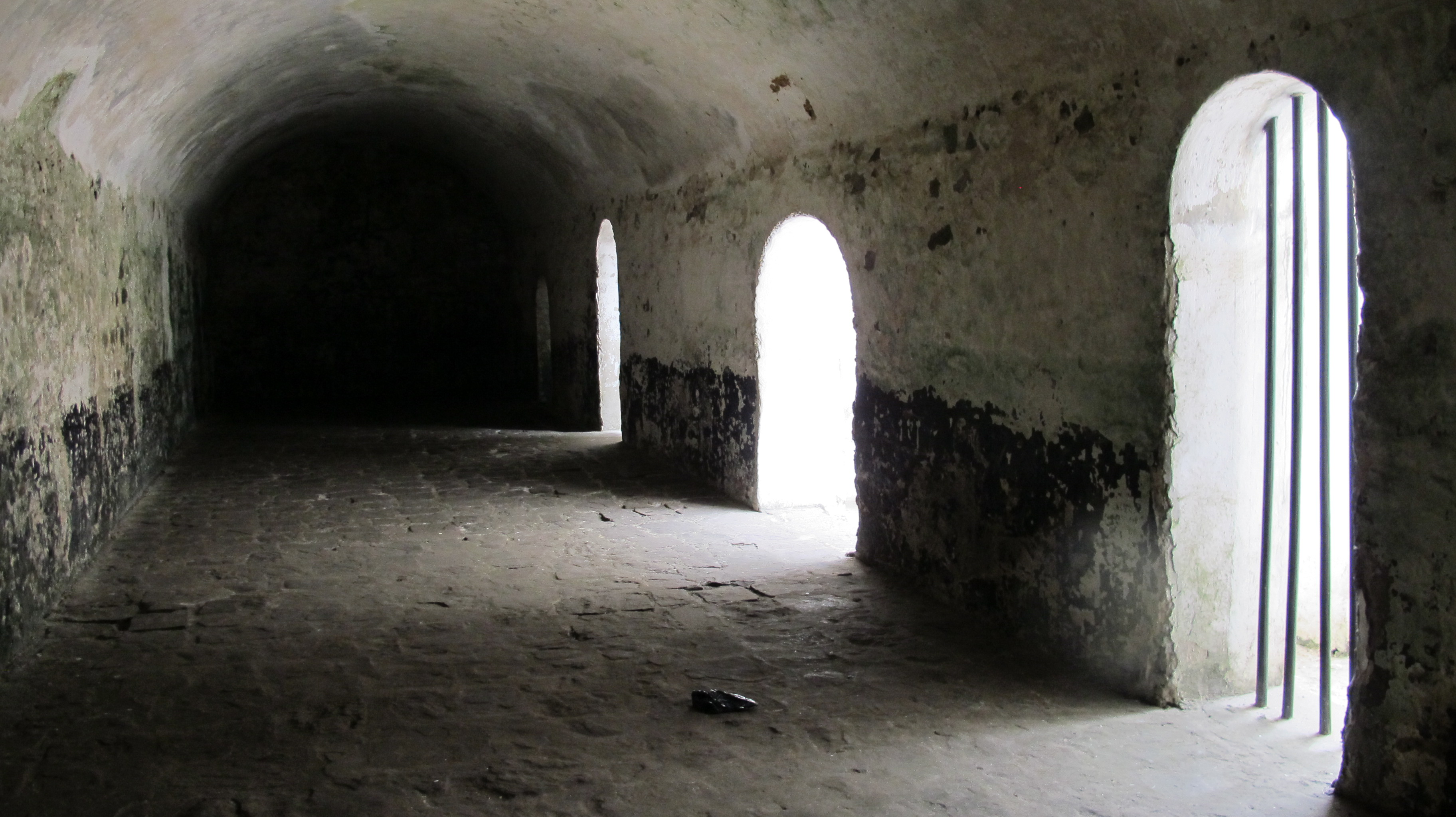
زنزانة قلعة المينا
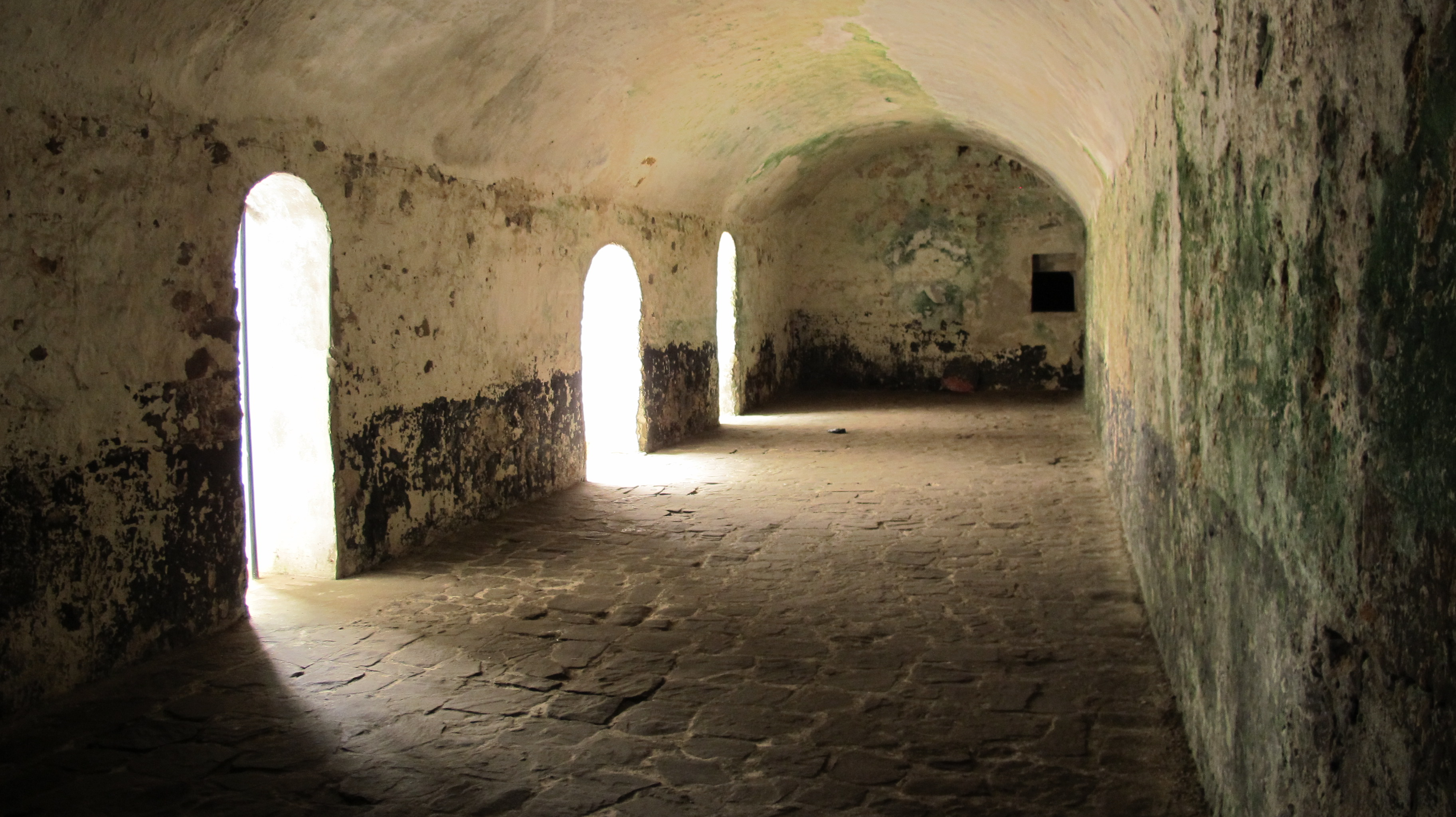
زنزانة قلعة المينا
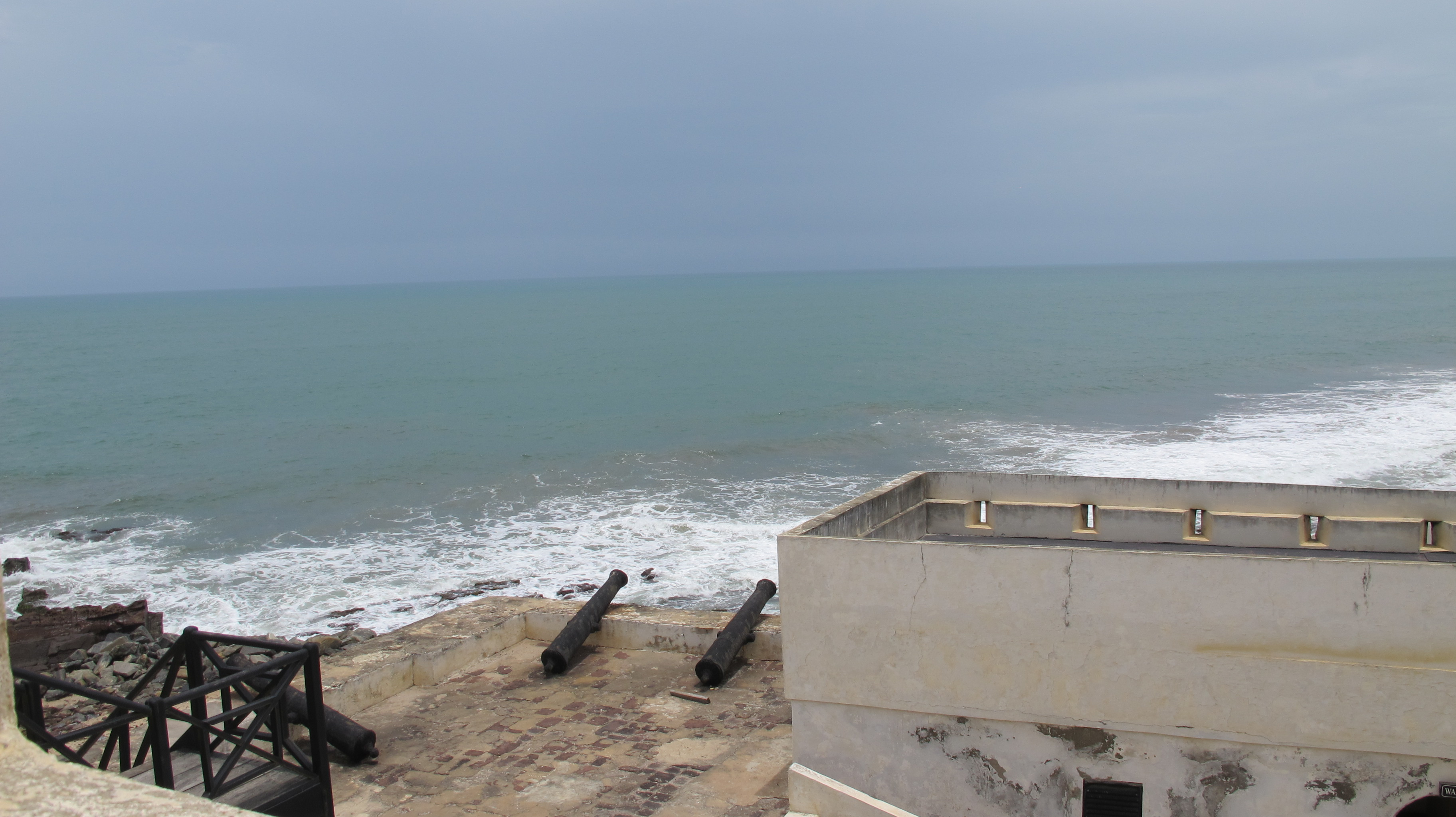
دفاعات قلعة المينا البندقية
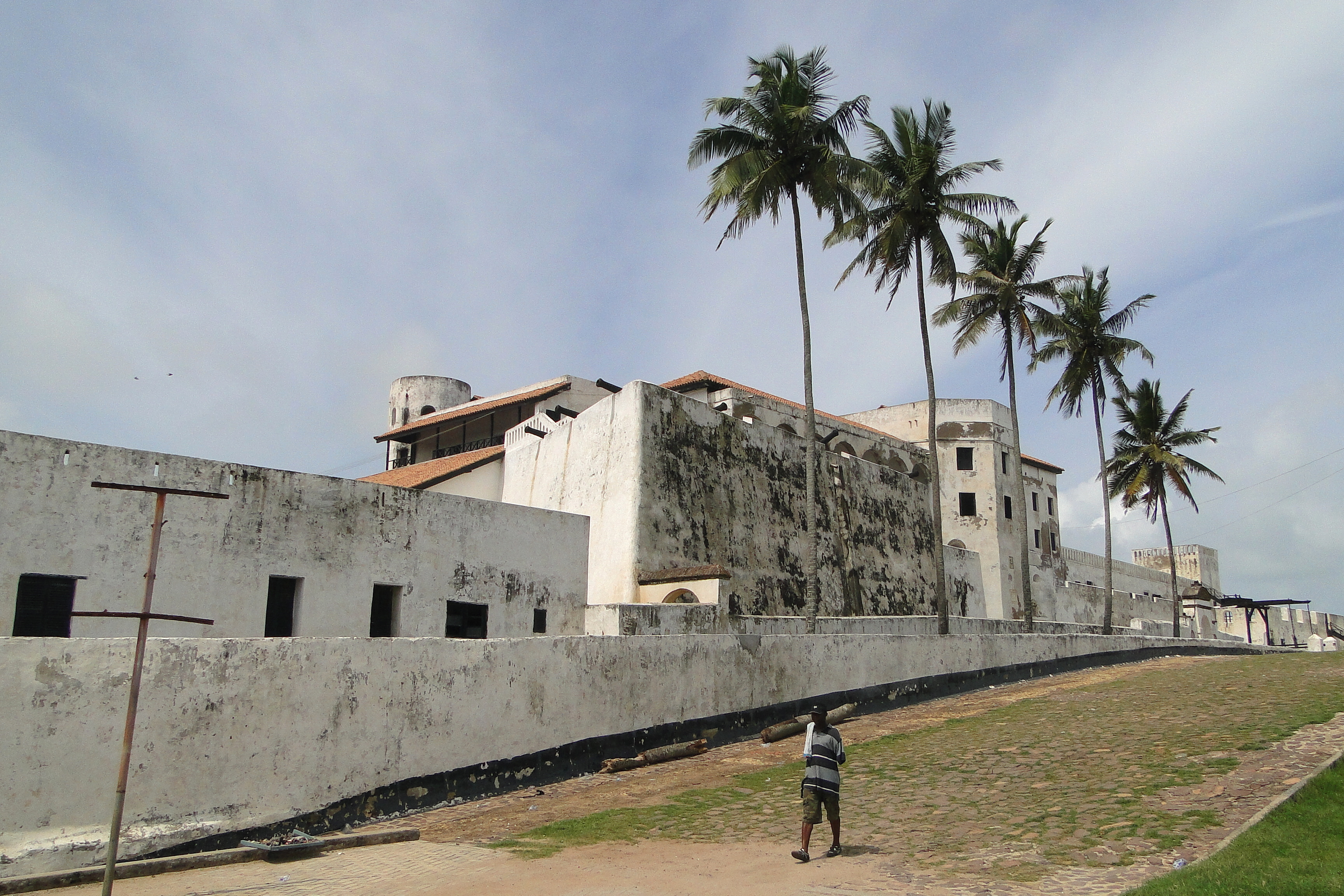
سانت جورج، قلعة المينا

## روابط خارجية
- Ghana-pedia webpage - São Jorge da Mina
- http://www.ancient-origins.net/ancient-places-africa/elmina-castle-and-its-dark-history-enslavement-torture-and-death-003450
- https://www.travelmag.com/articles/ghanas-elmina-castle/